# Fejd
Fejd é uma banda de folk metal de Lilla Edet, condado de Västra Götaland, Suécia. Suas letras abordam como temática o folclore e as tradições nórdicas, com grande ênfase ao paganismo.

## História
A banda Fejd foi formada em 2001, pela fusão dos irmãos Niklas e Patrik Rimmerfors, que já dedicavam-se à música folclórica, com membros da banda de power metal Pathos, seus amigos de infância. Por algum tempo os membros do Pathos se mantiveram nesta banda e no Fejd simultaneamente. Posteriormente, entretanto, o Pathos se desfez e seus integrantes dedicaram-se exclusivamente ao Fejd.
Em 2002, a banda Fejd lançou sua primeira demo, chamada "I En Tid Som Var". Em 2004, a banda lançou uma outra demo e em 2006 um EP, sendo que os nomes dos trabalhos, bem como das músicas e suas letras sempre valorizaram a sua língua pátria, o sueco. Aliás, valorizar a língua pátria é uma das características das bandas de folk metal.
Em 2009, o Fejd lançou seu primeiro álbum, chamado "Storm", com doze músicas, sendo duas bônus. No mesmo ano, a banda participou do Wacken Open Air, considerado o maior festival de heavy metal da Europa. No ano seguinte, 2010, o grupo lançou seu segundo álbum, um trabalho chamado "Eifur", com doze composições. O álbum foi lançado pela gravadora Napalm Records, famosa por ter entre suas bandas nomes como Monster Magnet, Visions of Atlantis, Leaves' Eyes, Grave Digger, entre outras. Por ocasião deste trabalho o Fejd gravou seu primeiro videoclipe oficial para uma composição, a música "Gryning" 
O som do Fejd é muito interessante, pois trata-se de um grupo que não possuia guitarristas, ao contrário do que acontece com a grande maioria das bandas de heavy metal. Segundo os fãs de folk metal/viking metal as músicas do Fejd lembram muito as composições de outra banda, o Týr, das Ilhas Faroe, embora esta seja uma banda de som mais agressivo. Uma característica marcante do Fejd era o fato de a banda fazer Heavy Metal dispensando o uso de guitarras. Seus integrantes, em algumas composições, também fazem uso do cow antler, um pequeno berrante feito de chifre, entre outros instrumentos normalmente usados por bandas de folk metal.
Em 2016, o Fejd incluiu entre seus membros, pela primeira vez, um guitarrista, Per-Owe Solvelius, que já havia feito parte de seis diferentes bandas do cenário heavy metal da Suécia. Desta forma, o Fejd se tornou um sexteto.

## Integrantes
- Patrik Rimmerfors - Vocal, Bouzouki, gaita-de-foles sueca, Jew's Harp, Hurdy Gurdy, Cow Antler, Recorder, Willow-pipe
- Niklas Rimmerfors - Moraharpa, Vocal
- Lennart Specht - teclado (Nostradameus, Pathos)
- Thomas Antonsson - Baixo (Nostradameus, Pathos)
- Esko Salow - bateria (Nostradameus, Pathos)
- Per-Owe Solvelius - guitarra (Epic Future, Igneous Human, Lancer, Power Supreme, Trident, ex-Darkness)

## Discografia
Álbuns de Estúdio
- Storm (2009)
- Eifur (2010)
- Nagelfar (2013)
- Trolldom (2016)

EP
- Eld (2006)

Demo
- I en tid som var (2002)
- Huldran (2004)

## Videoclipes
- 2010: Gryning
- 2013: Den Skimrande
- 2016: Härjaren
- 2016: Glöd

## Bandas semelhantes
- Apocalypse Orchestra, da Suécia
- Shylmagoghnar, da Holanda
- Cruachan, da Irlanda (em algumas músicas)
- Lumsk, da Noruega
- Wardruna, da Noruega
- Otyg, da Suécia
- Månegarm, da Suécia
- Týr, das Ilhas Faroe
- Korpiklaani, da Finlândia
- Moonsorrow, da Finlândia
- Glittertind, da Noruega
- Finntroll, da Finlândia
- Thyrfing, da Suécia